# Эвриал (сын Одиссея)
Эвриал (др.-греч. Εὐρύαλος) — герой греческой мифологии, сын Одиссея и эпирской царевны Эвиппы, убитый собственным отцом.

## В мифологии
Матерью Эвриала античные авторы называют эпирскую царицу Эвиппу, дочь Тириммы. Она стала возлюбленной Одиссея, который некоторое время жил в Эпире в изгнании после убийства женихов Пенелопы. Позже Одиссей вернулся на Итаку. Эвриал, став взрослым, отправился на поиски отца, взяв с собой написанное матерью письмо. Он прибыл на Итаку в отсутствие Одиссея; ревнивая Пенелопа поняла, кто он такой, и решила его погубить. Когда Одиссей вернулся, она сказала ему, будто юный чужестранец подослан, чтобы умертвить его, и Лаэртид убил Эвриала, не дав ему времени на признание.
В альтернативных версиях мифа сына Эвиппы и Одиссея зовут Леонтофрон или Дорикл.
Софокл сделал Эвриала героем одноимённой трагедии, текст которой полностью утрачен. Миф об Эвриале — одна из типичных легенд, связанных с матрилокальным браком, при котором супруги живут в составе рода жены. Герой не знает своего отца, отправляется на его поиски, но при встрече не узнаёт его, и завязывается схватка, в которой один из участников погибает. Антиковеды видят здесь своеобразное дублирование мифа о гибели самого Одиссея от руки другого сына — Телегона.